# スポーツ新時代へ
『スポーツ新時代へ』（スポーツしんじだいへ）は、スポーツライターの山崎征男が著した啓発書。
2024年10月に東京図書出版から発刊された。
著者の意見は、永年の伝統・積み重ねを覆すものもあり、当事者の反応や選手、専門家の意見も注目される。一般のスポーツ愛好者の反応も大切である。本書は、伝統的な競技の世界に一石を通じたもので、今後のキャッチボールが大切になってくるとの意見もある。

## 解説
サッカー・野球・テニスのルールに、著者の言葉を借りれば、科学的に切り込んでいる。スポーツ技術ではなく、ルール、そのスポーツの科学性を問うたとしている。
当事者は慣れ親しんでいるがゆえに、当たり前と受け入れていたり、気が付いてもなかなか言えないことについて、「スポーツ弱者の視点や出来るだけフェアな立場」で深堀りしたと述べている。
主たる論点と提案は次のようになっている。

### サッカー
「ヘディングの大きなリスク」～ヘディングが医学・科学的に課題があることを研究報告から紹介し、特にリスクの高い年少者や身体弱者に対する対応策や改善案を提唱。短編SF「ビバ！フリー・サッカー」～SF小説は、イメージをクリアにする意図で挿入されたという
著者は、特にサッカーのヘディングのリスクを強調している。ヘディングは、そのプレー時に頭部に大きな打撃が加わる。この危険性に対し、昨今科学的研究報告がされている。その代表的なものは、英国のグラスゴー大学の報告（2019年）で、元プロサッカー選手（7千人）と一般人（2万人）を対象に、死亡者の死因を調査した。その結果アルツハイマー病、認知症等神経性疾患での死亡率が、サッカー選手の方が3.5から5倍程度高かった。ヘディングの後遺症との関連が指摘された。
このように、ヘディングは一般的にもリスクが予想されるが、特に成長期にある子供（児童・生徒）や首が細く打撃の大きい女性には、リスクへの配慮が必要となる。
このヘディングのリスクを回避できるよう、著者は、サッカー由来の「ニュースポーツ」として、フリー・サッカーを提唱している。これは、一言で言えば、一定条件（ペナルティエリア内とゴールへの得点を除く）の下でキーパー以外の全プレーヤーに、ヘディングに代わって手を使うパンチング（バレーボールでいう相手の攻撃に対するブロックに近い）を認めようというものである。
著者は、提唱して間もないので、現場の指導者とより現実的な実践に向けて連携していきたいと述べている。
一方、ヘディングについて、欧米協会で見られる年少者に対するヘディングの一律の規制、特にアメリカ合衆国協会の年少者へのヘディング規制 (2015年）の直後には、「サッカーは情けない奴がするスポーツではない、アメリカのサッカーの終わりを意味する、ヨーロッパに任せておけ、サッカーは悪だけど銃はいいのか」というような意見・反論もあったことも紹介されている。

### 野球
「引分けの価値を高める」～プロ野球では勝率不算入で、くたびれ儲けの感がある引分けの適切と思われるカウント方法を提唱。「自責点の本当の責任は？」～同一回だとリリーフが打たれても、先発の失点・自責点になる現行制度の課題を実戦から選び出し（大谷翔平のMLBにおけるあるシーズンをモデルにしている）、その改善案を提唱

### テニス
「五セットマッチを見直す」～選手の健康に響き、観客や放映も一苦労している五セットマッチの課題と改善案を提唱